# Proctor (Minnesota)
Proctor és una població del Comtat de St. Louis (Minnesota) als Estats Units d'Amèrica. Segons el cens dels Estats Units del 2000 tenia 2.852 habitants.

## Demografia
Segons el cens del 2000 Proctor tenia 2.852 habitants, 1.196 habitatges, i 772 famílies. La densitat de població era de 363,4 habitants per km².
Dels 1.196 habitatges en un 28,6% hi vivien nens de menys de 18 anys, en un 51,5% hi vivien parelles casades, en un 10,6% dones solteres, i en un 35,4% no eren unitats familiars. En el 30,8% dels habitatges hi vivien persones soles el 17,1% de les quals corresponia a persones de 65 anys o més que vivien soles. El nombre mitjà de persones vivint en cada habitatge era de 2,38 i el nombre mitjà de persones que vivien en cada família era de 2,99.
Per edats la població es repartia de la següent manera: un 24% tenia menys de 18 anys, un 9,4% entre 18 i 24, un 27,3% entre 25 i 44, un 23,6% de 45 a 60 i un 15,8% 65 anys o més.
L'edat mediana era de 38 anys. Per cada 100 dones de 18 o més anys hi havia 85,8 homes.
La renda mediana per habitatge era de 38.322 $ i la renda mediana per família de 49.875 $. Els homes tenien una renda mediana de 33.583 $ mentre que les dones 22.035 $. La renda per capita de la població era de 18.851 $. Entorn del 3,2% de les famílies i el 5% de la població estaven per davall del llindar de pobresa.

## Poblacions properes
El següent diagrama mostra les poblacions més properes.